# Кравец, Пётр Павлович
Пётр Павлович Кравец (укр. Петро Павлович Кравець; род. 29 августа 1949, Снежное Сталинской области УССР, сейчас Донецкая область) — советский тренер по шашкам. Заслуженный тренер Украины (2003). Тренер многократной чемпионки мира Дарьи Ткаченко.

## Биография
Окончил Таганрогский радиотехнический институт (Ростовская область, РСФСР, 1973). С 1977 года работал в Доме творчества учащихся и молодежи: 1980—2002 — руководитель шашечного кружка; одновременно в 1980—1992 годах — тренер спортивного общества «Авангард», в 1999—2002 годах — руководитель шашечного клуба машиностроительного завода «Мотор Сыч» (все — Снежное). В 2002—2007 годах — тренер Республиканской шахматно-шашечной школы «Авангард», с 2008 года — Центральной школы высшего спортивного мастерства спортивного общества «Украина» (обе — Киев). В то же время с 2006 года — главный тренер сборных команд Украины по неолимпийских видов спорта Государственной службы молодежи и спорта Украины.
Среди воспитанников — Дарья Ткаченко, чемпионка мира среди девушек Елена Пестунова.